# 孟宗政
孟宗政（1164年—1223年），字德夫，绛州（山西新绛县）人。岳飞部将孟林之子。

## 生平
开禧二年（1206年），韩侂胄开禧北伐时被任命为枣阳县令，后任京西路钤辖驻守襄阳。
嘉定十年（1217年）四月，金军攻襄阳，围枣阳。孟宗政和扈再兴、陈祥等率军连败金军，又援枣阳解围，以功兼权枣阳军節度使。嘉定十一年（1218年）二月，金國完颜赛不率数万人攻枣阳，孟宗政在援军扈再兴、刘世兴的幫助下堅守三個月，金军退兵。
嘉定十二年（1219年）二月，金再攻枣阳，被孟宗政擊潰。孟追擊到當時金國境内的湖阳县（今河南唐河南湖阳镇），「一鼓而拔，燔烧积聚，夷荡营寨，俘掠以归，金人自是不敢窥襄、汉、枣阳」。后升荆鄂都统制兼知枣阳军，官至右武大夫、和州防御使、左武卫将军。嘉定十六年（1223年），病逝于枣阳任上。宋廷赠太师、永国公，谥忠毅。

## 子嗣
十子：孟玺、孟琛、孟璟、孟珙、孟珷、孟玘、孟璋、孟珠、孟璇、孟瑛。
在明代黄道周所著的《广名将传》中，孟宗政位列其中。 